# Parada técnica

## Futebol
No futebol, a parada técnica é chamada de parada técnica para hidratação (do inglês cooling breaks).
Os primeiros testes começaram ainda na década de 1990, nas categorias de base do Campeonato Paulista.  No Campeonato Paulista de 1996, a parada técnica foi utilizada como um "tempo técnico" - os treinadores tinham direito a paralisar uma vez a partida por três minutos, a partir do 22º minuto do primeiro ou do segundo tempo, utilizando este tempo para instruir sua equipe - mas foi proibida pela FIFA.
Em 2010, a Federação de Futebol do Estado do Rio de Janeiro comunicou que virou obrigação a execução do parada técnica para hidratação de 2 min, aos 20 minutos de cada etapa, nas partidas disputadas no Cariocão daquele ano, com exceção para partidas transmitidas na TV aberta. Desde então, em todos os anos a parada técnica é utilizada no campeonato.
Em 2012, a regulamentação da parada técnica nas partidas de futebol com temperaturas acima de 31 graus foi aprovada pela FIFA, durante o seu Comite Executivo. Assim, a Copa do Mundo de 2014 foi a primeira Copa do Mundo a utilizá-la. Holanda e México foi a primeira partida em que ocorreu a parada técnica.
Elas aconteceram aos 30 minutos tanto do primeiro quanto do segundo tempo, quando a arbitragem considerou necessário.
EM 2015, a CBF divulgou um ofício determinando a parada técnica em partidas realizadas às 11h da manhã em que a temperatura esteja igual ou superior a 28 °C.
Um dos grandes empecilhos da adoção em definitivo da parada técnica no futebol é a televisão, já que as partidas de futebol duram em média uma hora e 45 minutos, e a Parada técnica atrapalharia a grade de programação da emissora. Além disso, muitos aficcionados argumentam que esta interrupção seria prejudicial ao fluxo das partidas.

## Voleibol
A parada técnica no voleibol acontece quando uma equipe alcança 8 pontos e 16 pontos. Ela é utilizada para que a TV possa exibir comerciais, já que os sets costumam ser muito longos. A duração da Parada técnica no vôlei é de 60 segundos.
Em 2015, a FIVB alterou o regulamento. Para tentar diminuir a duração das partidas, que atrapalham a exibição delas na televisão, algumas competições (como Mundial) passarão a ter apenas um tempo técnico por set.
Além da Parada técnica, há também o tempo técnico, que é quando o treinador pede para dar orientações à sua equipe. Cada técnico tem direito de pedir dois tempos em cada set, até mesmo no tie-break. Tem duração de 30 seg.